# Saar-Pfalz-Bus

Altes Logo der Regionalbus Saar-Westpfalz GmbH

Die Saar-Pfalz-Bus GmbH war ein Verkehrsunternehmen des öffentlichen Nahverkehrs. Sie war 1989 unter dem Namen Regionalbus Saar-Westpfalz (RSW) aus einer regionalen Bahnbus-Gesellschaft entstanden und war ein hundertprozentiges Tochterunternehmen der DB Regio AG.
Das Verkehrsgebiet erstreckte sich über das Saarland und die Westpfalz. Für beide Gebiete wurden Regionalbereiche eingerichtet: Der Regionalbereich Saarland umfasste das komplette Bundesland Saarland, der Regionalbereich Westpfalz umfasste die Landkreise Kaiserslautern, Kusel und Südwestpfalz sowie die kreisfreien Städte Kaiserslautern, Pirmasens und Zweibrücken.
Seit dem Fahrplanwechsel am 14. Dezember 2008 wurde im neuen Erscheinungsbild der Name „Saar-Pfalz-Bus“ unter Verwendung des Markennamens „DB Bahn“ verwendet, am 25. März 2009 folgte die Umbenennung der Gesellschaft von RSW Regionalbus Saar-Westpfalz GmbH in den neuen Namen Saar-Pfalz-Bus GmbH.
Seit dem 16. August 2015 werden die Linien im ehemaligen Regionalbereich Westpfalz von der Südwest Mobil GmbH bedient, einer Tochter der ebenfalls zu DB Regio gehörenden ORN Omnibusverkehr Rhein-Nahe GmbH. Die Saar-Pfalz-Bus GmbH wurde am 6. September 2016 in die ORN verschmolzen.

## Tochtergesellschaften
- A. Philippi GmbH, seit Januar 2013 als Saar-Pfalz-Mobil